# Marco Materazzi
Marco Materazzi Piero di Canzo, italijanski nogometaš in trener, * 19. avgust 1973, Lecce, Italija.
Materazzi je v Serie A igral za klube Marsala, Trapani, Perugia, Carpi in najdlje za Inter. Pri slednjem je igral med letoma 2001 in 2011, ko je končal kariero. Za Inter je odigral 209 prvenstvenih tekem in dosegel osemnajst golov. V letih 2006, 2007, 2008, 2009 in 2010 je osvojil naslov italijanskega državnega prvaka, v letih 2005, 2006, 2010 in 2011 italijanski pokal, v letih 2005, 2006, 2008 in 2010 italijanski superpokal ter leta 2010 Ligo prvakov. Med letoma 1998 in 1999 je igral tudi v angleški Premier League za Everton.
Za italijansko reprezentanco je med letoma 2001 in 2008 skupno odigral 41 tekem in dosegel dva gola. Nastopil je na svetovnih prvenstvih v letih 2002 in 2006 ter evropskih prvenstvih v letih 2004 in 2008. Leta 2006 je z reprezentanco osvojil naslov svetovnih prvakov, sam je na finalni tekmi utrpel udarec z glavo v prsi s strani Zinedineja Zidana, ki je za to prejel rdeči karton.